# Xã Howard, Quận Washington, Indiana
Xã Howard (tiếng Anh: Howard Township) là một xã thuộc quận Washington, tiểu bang Indiana, Hoa Kỳ. Năm 2010, dân số của xã này là 1.262 người.